# إيليا بوزولياتس
إيليا بوزولياتس (بالسيريلية الصربية: Илија Бозољац) هو لاعب كرة مضرب صربي.

## وصلات خارجية
- إيليا بوزولياتس على موقع رابطة محترفي التنس (الإنجليزية)
- إيليا بوزولياتس على موقع الاتحاد الدولي لكرة المضرب (الإنجليزية)
- إيليا بوزولياتس على موقع كأس ديفيز (الإنجليزية)
- إيليا بوزولياتس على موقع خلاصة التنس.كوم (الإنجليزية)
- إيليا بوزولياتس على موقع إي إس بي إن.كوم (الإنجليزية)
- نتائج أخر مباريات اللاعب
- تاريخ التصنيف العالمي للاعب